# Zurich (Kansas)
Zurich es una ciudad ubicada en el condado de Rooks en el estado estadounidense de Kansas. En el año 2010 tenía una población de 99 habitantes y una densidad poblacional de 191.1 personas por km².

## Geografía
Zurich se encuentra ubicada en las coordenadas 39°13′58″N 99°26′05″O / 39.23278, -99.43472.

## Demografía
Según la Oficina del Censo en 2010 los ingresos medios por hogar en la localidad eran de $41,375 y los ingresos medios por familia eran $54,167. Los hombres tenían unos ingresos medios de $25,313 frente a los $14,107 para las mujeres. La renta per cápita para la localidad era de $23,155. Alrededor del 4.7% de la población estaban por debajo del umbral de pobreza.